# Silene turgida
Silene turgida là loài thực vật có hoa thuộc họ Cẩm chướng. Loài này được M.Bieb. ex Bunge miêu tả khoa học đầu tiên năm 1836.